# Micraira lazaridis
Micraira lazaridis är en gräsart som beskrevs av L.G.Clark, Wendel och Lyndley Alan Craven. Micraira lazaridis ingår i släktet Micraira och familjen gräs. Inga underarter finns listade i Catalogue of Life.